# Inott Point
Inott Point är en udde i Antarktis. Den ligger i Sydshetlandsöarna. Argentina, Chile och Storbritannien gör anspråk på området.
Terrängen inåt land är platt åt nordväst. Havet är nära Inott Point söderut. Trakten är glest befolkad. Närmaste befolkade plats är Maldonado Station, 15,9 kilometer nordost om Inott Point. 